# Championnat du monde de motocross 2004
Navigation
Édition précédente Édition suivante
Avec l'abandon des moteurs 2 temps au profit des moteurs 4 temps, le championnat évolue. Le championnat du monde de motocross 2004 compte 16 Grand-Prix qui regroupe les catégories MX2 (250 cm3 4 temps qui remplacent les 125 cm3) et MX1 (450 cm3 4 temps qui remplacent les 250 cm3) avec un retour aux Grand-Prix disputés en 2 manches.
La catégorie MX3 est créée (maxi 650 cm3) avec un Championnat autonome qui se dispute sur 6 Grand-Prix.

## Grand Prix de la saison 2004

### MX1 et MX2
| Manche | Date              | Grand Prix                       | Lieu                                          | Classe | 1ère manche      | 2ème manche      | Vainqueur du GP  |
| 1      | 21 mars 2004      | Grand Prix des Flandres          | Zolder                                        | MX1    | Steve Ramon      | Cédric Melotte   | Cédric Melotte   |
| 1      | 21 mars 2004      | Grand Prix des Flandres          | Zolder                                        | MX2    | Marc De Reuver   | Ben Townley      | Ben Townley      |
| 2      | 28 mars 2004      | Grand Prix d'Espagne             | Bellpuig                                      | MX1    | Stefan Everts    | Stefan Everts    | Stefan Everts    |
| 2      | 28 mars 2004      | Grand Prix d'Espagne             | Bellpuig                                      | MX2    | Ben Townley      | Mickaël Maschio  | Tyla Rattray     |
| 3      | 4 avril 2004      | Grand Prix du Portugal           | Agueda                                        | MX1    | Stefan Everts    | Mickaël Pichon   | Mickaël Pichon   |
| 3      | 4 avril 2004      | Grand Prix du Portugal           | Agueda                                        | MX2    | Ben Townley      | Stephen Sword    | Ben Townley      |
| 4      | 26 avril 2004     | Grand Prix des Pays-Bas          | Valkenswaard                                  | MX1    | Cédric Melotte   | Stefan Everts    | Stefan Everts    |
| 4      | 26 avril 2004     | Grand Prix des Pays-Bas          | Valkenswaard                                  | MX2    | Ben Townley      | Ben Townley      | Ben Townley      |
| 5      | 2 mai 2004        | Grand Prix d'Alemagne            | Teutschenthal                                 | MX1    | Brian Jorgensen  | Brian Jorgensen  | Brian Jorgensen  |
| 5      | 2 mai 2004        | Grand Prix d'Alemagne            | Teutschenthal                                 | MX2    | Ben Townley      | Stephen Sword    | Stephen Sword    |
| 6      | 16 mai 2004       | Grand Prix du Benelux            | Lichtenvoorde                                 | MX1    | Stefan Everts    | Stefan Everts    | Stefan Everts    |
| 6      | 16 mai 2004       | Grand Prix du Benelux            | Lichtenvoorde                                 | MX2    | Ben Townley      | Ben Townley      | Ben Townley      |
| 7      | 30 mai 2004       | Grand Prix de Grande-Bretagne    | Arreton                                       | MX1    | Mickaël Pichon   | Joshua Coppins   | Joshua Coppins   |
| 7      | 30 mai 2004       | Grand Prix de Grande-Bretagne    | Arreton                                       | MX2    | Ben Townley      | Ben Townley      | Ben Townley      |
| 8      | 6 juin 2004       | Grand Prix de France             | Circuit du Puy de Poursay Saint-Jean-d'Angély | MX1    | Stefan Everts    | Stefan Everts    | Stefan Everts    |
| 8      | 6 juin 2004       | Grand Prix de France             | Circuit du Puy de Poursay Saint-Jean-d'Angély | MX2    | Ben Townley      | Tyla Rattray     | Tyla Rattray     |
| 9      | 13 juin 2004      | Grand Prix d'Italie              | Gallarate                                     | MX1    | Kevin Strijbos   | Stefan Everts    | Stefan Everts    |
| 9      | 13 juin 2004      | Grand Prix d'Italie              | Gallarate                                     | MX2    | Andrew McFarlane | Andrew McFarlane | Andrew McFarlane |
| 10     | 27 juin 2004      | Grand Prix de Belgique           | Neeroeteren                                   | MX1    | Mickaël Pichon   | Stefan Everts    | Mickaël Pichon   |
| 10     | 27 juin 2004      | Grand Prix de Belgique           | Neeroeteren                                   | MX2    | Ben Townley      | Andrew McFarlane | Tyla Rattray     |
| 11     | 4 juillet 2004    | Grand Prix de Suède              | Uddevalla                                     | MX1    | Kevin Strijbos   | Mickaël Pichon   | Mickaël Pichon   |
| 11     | 4 juillet 2004    | Grand Prix de Suède              | Uddevalla                                     | MX2    | Ben Townley      | Ben Townley      | Ben Townley      |
| 12     | 1er août 2004     | Grand Prix de République tchèque | Loket                                         | MX1    | Mickaël Pichon   | Mickaël Pichon   | Mickaël Pichon   |
| 12     | 1er août 2004     | Grand Prix de République tchèque | Loket                                         | MX2    | Antonio Cairoli  | Ben Townley      | Ben Townley      |
| 13     | 8 août 2004       | Grand Prix de Wallonie           | Namur                                         | MX1    | Stefan Everts    | Mickaël Pichon   | Stefan Everts    |
| 13     | 8 août 2004       | Grand Prix de Wallonie           | Namur                                         | MX2    | Alessio Chiodi   | Ben Townley      | Antonio Cairoli  |
| 14     | 29 août 2004      | Grand Prix d'Europe              | Gaildorf                                      | MX1    | Stefan Everts    | Mickaël Pichon   | Mickaël Pichon   |
| 14     | 29 août 2004      | Grand Prix d'Europe              | Gaildorf                                      | MX2    | Mickaël Maschio  | Ben Townley      | Mickaël Maschio  |
| 15     | 11 septembre 2004 | Grand Prix d'Irlande             | Ballykelly                                    | MX1    | Mickaël Pichon   | Stefan Everts    | Stefan Everts    |
| 15     | 11 septembre 2004 | Grand Prix d'Irlande             | Ballykelly                                    | MX2    | Ben Townley      | Ben Townley      | Ben Townley      |
| 16     | 26 septembre 2004 | Grand Prix d'Afrique du Sud      | Sun City                                      | MX1    | Mickaël Pichon   | Joshua Coppins   | Mickaël Pichon   |
| 16     | 26 septembre 2004 | Grand Prix d'Afrique du Sud      | Sun City                                      | MX2    | Ben Townley      | Ben Townley      | Ben Townley      |

### MX3
| Manche | Date              | Grand Prix             | Lieu                       | 1ère manche     | 2ème manche     | Vainqueur du Grand Prix |
| ------ | ----------------- | ---------------------- | -------------------------- | --------------- | --------------- | ----------------------- |
| 1      | 18 avril 2004     | Grand Prix d'Italie    | Asti                       | Christian Beggi | Daniele Bricca  | Daniele Bricca          |
| 2      | 13 juin 2004      | Grand Prix de Slovénie | Orehova Vas                | Yves Demaria    | Christian Beggi | Yves Demaria            |
| 3      | 20 juin 2004      | Grand Prix de France   | Circuit Raymond Demy Ernée | Thierry Bethys  | Yves Demaria    | Thierry Bethys          |
| 4      | 15 août 2004      | Grand Prix de Roumanie | Prahova                    | Kornel Nemeth   | Yves Demaria    | Yves Demaria            |
| 5      | 5 septembre 2004  | Grand Prix d'Autriche  | Schwanenstadt              | Yves Demaria    | Yves Demaria    | Yves Demaria            |
| 6      | 12 septembre 2004 | Grand Prix de Bulgarie | Sevlievo                   | Daniele Bricca  | Yves Demaria    | Yves Demaria            |

## Classement du Championnat du Monde MX1
| Clas. | Pilote             | Pays               | Constructeur | Nombre de points | Nombre de victoires de GP | Nombre de podiums de GP | Nombre de victoires de manches |
| ----- | ------------------ | ------------------ | ------------ | ---------------- | ------------------------- | ----------------------- | ------------------------------ |
| 1     | Stefan Everts      | Belgique           | Yamaha       | 688              | 7                         | 14                      | 13                             |
| 2     | Mickaël Pichon     | France             | Honda        | 620              | 6                         | 10                      | 10                             |
| 3     | Joshua Coppins     | Nouvelle-Zélande   | Honda        | 564              | 1                         | 9                       | 2                              |
| 4     | Steve Ramon        | Belgique           | KTM          | 475              |                           | 4                       | 1                              |
| 5     | Kevin Strijbos     | Belgique           | Suzuki       | 457              |                           | 2                       | 2                              |
| 6     | Tanel Leok         | Estonie            | Suzuki       | 356              |                           |                         |                                |
| 7     | Cédric Melotte     | Belgique           | Yamaha       | 345              | 1                         | 5                       | 2                              |
| 8     | Brian Jorgensen    | Danemark           | Honda        | 294              | 1                         | 2                       | 2                              |
| 9     | Ken De Dycker      | Belgique           | Honda        | 259              |                           |                         |                                |
| 10    | Yoshitaka Atsuta   | Japon              | Honda        | 224              |                           |                         |                                |
| 11    | Luigi Seguy        | France             | Yamaha       | 217              |                           |                         |                                |
| 12    | Christian Burnham  | Grande-Bretagne    | KTM          | 200              |                           |                         |                                |
| 13    | Lauris Freibergs   | Lettonie           | Honda        | 199              |                           |                         |                                |
| 14    | Marko Kovalainen   | Finlande           | Honda        | 190              |                           |                         |                                |
| 15    | James Noble        | Grande-Bretagne    | Honda        | 189              |                           |                         |                                |
| 16    | Joël Smets         | Belgique           | Suzuki       | 175              |                           | 1                       |                                |
| 17    | Marnicq Bervoets   | Belgique           | Yamaha       | 144              |                           |                         |                                |
| 18    | Antti Pyrhonen     | Finlande           | TM           | 134              |                           |                         |                                |
| 19    | Danny Theybers     | Belgique           | Yamaha       | 134              |                           |                         |                                |
| 20    | Kenneth Gundersen  | Norvège            | KTM          | 133              |                           | 1                       |                                |
| 21    | Josef Dobes        | République tchèque | Suzuki       | 122              |                           |                         |                                |
| 22    | Javier Garcia Vico | Espagne            | Honda        | 111              |                           |                         |                                |
| 23    | Julien Bill        | Suisse             | KTM          | 85               |                           |                         |                                |
| 24    | Billy McKenzie     | Grande-Bretagne    | Yamaha       | 74               |                           |                         |                                |
| 25    | Enrico Oddenino    | Italie             | TM           | 70               |                           |                         |                                |
| 26    | Antoine Méo        | France             | Kawasaki     | 62               |                           |                         |                                |
| 27    | Fabrizio Dini      | Italie             | KTM          | 59               |                           |                         |                                |
| 28    | Sven Breugelmans   | Belgique           | KTM          | 56               |                           |                         |                                |
| 29    | Mark Hucklebridge  | Grande-Bretagne    | KTM          | 51               |                           |                         |                                |
| 30    | Paul Cooper        | Grande-Bretagne    | Honda        | 42               |                           |                         |                                |

## Classement du Championnat du Monde MX2
| Clas. | Pilote              | Pays             | Constructeur | Nombre de points | Nombre de victoires de GP | Nombre de podiums de GP | Nombre de victoires de manches |
| ----- | ------------------- | ---------------- | ------------ | ---------------- | ------------------------- | ----------------------- | ------------------------------ |
| 1     | Ben Townley         | Nouvelle-Zélande | KTM          | 622              | 9                         | 9                       | 21                             |
| 2     | Tyla Rattray        | Afrique du Sud   | KTM          | 506              | 3                         | 7                       | 1                              |
| 3     | Antonio Cairoli     | Italie           | Yamaha       | 447              | 1                         | 5                       | 1                              |
| 4     | Stephen Sword       | Grande-Bretagne  | Kawasaki     | 397              | 1                         | 6                       | 2                              |
| 5     | Alessio Chiodi      | Italie           | Yamaha       | 385              |                           | 5                       | 1                              |
| 6     | Mickaël Maschio     | France           | Kawasaki     | 343              | 1                         | 4                       | 2                              |
| 7     | Andrew McFarlane    | Australie        | Yamaha       | 329              | 1                         | 3                       | 3                              |
| 8     | Carl Nunn           | Grande-Bretagne  | Honda        | 298              |                           |                         |                                |
| 9     | Patrick Caps        | Belgique         | Yamaha       | 295              |                           |                         |                                |
| 10    | Aigar Leok          | Estonie          | KTM          | 285              |                           |                         |                                |
| 11    | Claudio Federici    | Italie           | Yamaha       | 281              |                           | 3                       |                                |
| 12    | Sébastien Pourcel   | France           | Kawasaki     | 263              |                           | 1                       |                                |
| 13    | Anthony Boissière   | France           | Yamaha       | 251              |                           |                         |                                |
| 14    | Marc De Reuver      | Pays-Bas         | KTM          | 219              |                           | 2                       | 1                              |
| 15    | Andrea Bartolini    | Italie           | Yamaha       | 190              |                           | 1                       |                                |
| 16    | Rui Goncalves       | Portugal         | Yamaha       | 162              |                           |                         |                                |
| 17    | James Dobb          | Grande-Bretagne  | Honda        | 154              |                           |                         |                                |
| 18    | Marvin Van Daele    | Belgique         | Suzuki       | 154              |                           |                         |                                |
| 19    | David Philippaerts  | Italie           | KTM          | 151              |                           |                         |                                |
| 20    | Jeff Dement         | États-Unis       | Honda        | 150              |                           | 1                       |                                |
| 21    | Gareth Swanepoel    | Afrique du Sud   | KTM          | 134              |                           |                         |                                |
| 22    | Jonathan Barragan   | Espagne          | KTM          | 130              |                           |                         |                                |
| 23    | Pascal Leuret       | France           | KTM          | 125              |                           |                         |                                |
| 24    | Manuel Priem        | Belgique         | Suzuki       | 111              |                           |                         |                                |
| 25    | Jussi Vehvilainen   | Finlande         | Honda        | 79               |                           | 1                       |                                |
| 26    | Manuel Monni        | Italie           | Yamaha       | 72               |                           |                         |                                |
| 27    | Christian Stevanini | Italie           | Honda        | 68               |                           |                         |                                |
| 28    | Maximilian Nagl     | Allemagne        | KTM          | 65               |                           |                         |                                |
| 29    | Billy McKenzie      | Grande-Bretagne  | Yamaha       | 45               |                           |                         |                                |
| 30    | Wyatt Avis          | Afrique du Sud   | Suzuki       | 45               |                           |                         |                                |

## Classement du Championnat du Monde MX3
| Clas. | Pilote            | Pays               | Constructeur | Nombre de points | Nombre de victoires de GP | Nombre de podiums de GP | Nombre de victoires de manches |
| ----- | ----------------- | ------------------ | ------------ | ---------------- | ------------------------- | ----------------------- | ------------------------------ |
| 1.    | Yves Demaria      | France             | KTM          | 256              | 4                         | 5                       | 6                              |
| 2.    | Christian Beggi   | Italie             | Honda        | 235              |                           | 5                       | 2                              |
| 3.    | Daniele Bricca    | Italie             | Honda        | 207              | 1                         | 4                       | 2                              |
| 4.    | Sven Breugelmans  | Belgique           | KTM          | 166              |                           | 2                       |                                |
| 5.    | Christof Godrie   | Belgique           | Honda        | 140              |                           |                         |                                |
| 6.    | Martin Zerava     | République tchèque | KTM          | 132              |                           |                         |                                |
| 7.    | Saso Kragelj      | Slovénie           | Yamaha       | 131              |                           |                         |                                |
| 8.    | Miroslav Kucirek  | République tchèque | Honda        | 126              |                           |                         |                                |
| 9.    | Aigars Bobkovs    | Lettonie           | KTM          | 104              |                           |                         |                                |
| 10.   | Jonny Lindhe      | Suède              | Honda        | 103              |                           |                         |                                |
| 11.   | Bader Manneh      | États-Unis         | KTM          | 91               |                           |                         |                                |
| 12.   | Kornel Nemeth     | Hongrie            | KTM          | 84               |                           | 1                       | 1                              |
| 13.   | Stefano Dami      | Italie             | Honda        | 82               |                           |                         |                                |
| 14.   | Trampas Parker    | États-Unis         | KTM          | 76               |                           |                         |                                |
| 15.   | Michal Kadlecec   | République tchèque | Suzuki       | 76               |                           |                         |                                |
| 16.   | Jaka Moze         | Slovénie           | Honda        | 63               |                           |                         |                                |
| 17.   | Juss Laansoo      | Estonie            | Honda        | 62               |                           |                         |                                |
| 18.   | Thierry Béthys    | France             | Honda        | 47               | 1                         | 1                       | 1                              |
| 19.   | Avo Leok          | Estonie            | Honda        | 46               |                           |                         |                                |
| 20.   | Marc Ristori      | Suisse             | Honda        | 45               |                           |                         |                                |
| 21.   | Nenad Sipek       | Croatie            | Yamaha       | 45               |                           |                         |                                |
| 22.   | Michael Staufer   | Autriche           | Yamaha       | 43               |                           |                         |                                |
| 23.   | Erwin Machtlinger | Autriche           | KTM          | 24               |                           |                         |                                |
| 24.   | Mario Hirschmugl  | Autriche           | KTM          | 20               |                           |                         |                                |
| 25.   | Julien Bill       | Suisse             | KTM          | 18               |                           |                         |                                |
| 26.   | Nikolaï Kumanov   | Bulgarie           | KTM          | 18               |                           |                         |                                |
| 27.   | Eric Slavec       | Slovénie           | Honda        | 15               |                           |                         |                                |
| 28.   | Dennis Schröter   | Allemagne          | Honda        | 13               |                           |                         |                                |
| 29.   | Siegfried Bauer   | Autriche           | KTM          | 13               |                           |                         |                                |
| 30.   | Petr Mazaric      | République tchèque | KTM          | 13               |                           |                         |                                |